# Christophe Héral
Christophe Héral (ur. 24 listopada 1960 w Montpellier) – francuski kompozytor muzyki filmowej oraz muzyki do gier komputerowych. W swojej karierze skomponował muzykę dla takich gier komputerowych Ubisoftu, jak Beyond Good and Evil, Rayman Origins, Rayman Legends czy Beyond Good & Evil 2, a także m.in. dla filmu Dom baśni.